# Kasteel Bulgersteyn

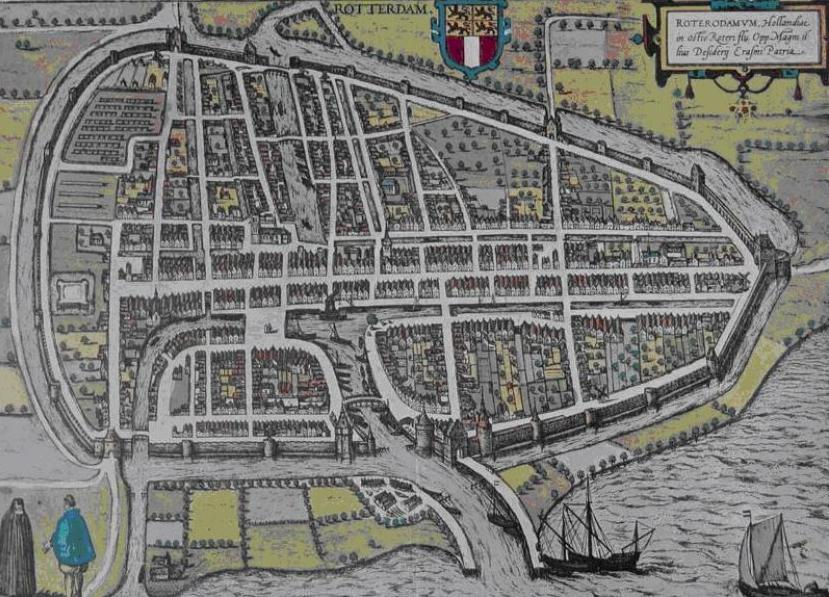
Kaart van Braun en Hogenberg, met in het westen de fundamenten van kasteel Bulgersteijn (1588)

Kasteel Bulgersteyn, Bolghersteijn of Slot Bulgersteyn was een stenen sterkte als ook grondgebied gesitueerd in Rotterdam aan de Korte Hoogstraat, De Passage, Zandstraat en Coolvest. Het kasteel werd rond 1578 afgebroken vanwege het verval en de Tachtigjarige Oorlog.

## Geschiedenis
De eerste vermelding van Bulgersteyn stamt uit 1333 als Diederik die Visser (ook wel "Piscator" genoemd) door de graaf van Holland beleend wordt met een woning en 6 morgen land gelegen ten westen van het huidige centrum van Rotterdam. In 1358 wordt in een document vermeld dat Johanna van Teijlingen, vrouwe van Bulgersteijn, het beheer heeft van de gronden. Ondanks dat het bestaan van "Bulgersteijn in charters nog niet aanwezig was, viel het grondgebied in de periode 1280-1300 onder de Ambachten "Bokkelsdijk", "Cool" en "Roodezand" dat aan de familie Bokel behoorde. De naam 'kasteel' Bulgersteyn zelf wordt echter pas in 1390 voor het eerst genoemd, al is het mogelijk dat er al een stenen huis voorheen bestond. In 1449 blijkt Bulgersteyn zeer vervallen te zijn en staat Filips de Goede het af aan baljuw Jan die Witte. Tijdens de Jonker Fransenoorlog (1488-1490) vermelden bronnen dat het kasteel helemaal verwoest werd, maar in 1550 bestaat er nog steeds een redelijk deel van het kasteel. In die periode is Elisabeth van Zijl (een nakomeling van Jan die Witte) eigenaar van het kasteel en laat zij arme en oudere mensen op het slot wonen.
Vanaf de 16e eeuw tot de 19e eeuw verscheen er op het 6 hectare  "Bulgersteyn terrein" een begraafplaats, een bleekerij, een oude mannen huis, een patriciërswoning en Het Schielandshuis.
Uit de stadsplattegrond van Jacob van Deventer, circa 1560, valt redelijk gedetailleerd op te maken over de restanten van het slot Bulgersteyn. De landmeter Jan Janszoon Potter heeft in 1571 de meest correcte tekening van kasteel Bulgersteyn gemaakt; dit kon worden opgemaakt uit de archeologische vondsten uit 1941 door J.G.N. Renaud.
Cornelis van Alkemade speculeert in zijn boekwerk "Rotterddamse Heldendaden..." (1724) dat het slot Bulgerstein een van de oudste in het graafschap Holland was en dat bij een vervallen toren in de Noord-West hoek een steen met het jaartal 1071 werd gevonden. Dit vanwege bevindingen van Simon Doedensz van der Sluys, die een boekwerk over kastelen in Schieland had geschreven in 1472 en de steen met eigen ogen zou hebben gezien en suggereerde daarmee een stichtingsdatum van het slot Bulgerstein te hebben gevonden. Latere historici als W.N. Peypers en Kortebrandt speculeerde verder terug de tijd in en dachten dat Bulgersteyn terugging tot de 8e eeuw als verdedigingshuis tegen de Vikingen.
Abbenbroek · Abspoel · Adegeest · Slot Alkemade ·  Altena · Arkelsburg · Bellesteyn · Huis ten Berghe · Binckhorst · Binnenhof · Blijdestein · Te Blotinghe · Boekenburg · Boekhorst · Boshuysen · Bulgersteyn · Burcht (Leiden) · Burcht (Voorne) · Slot Capelle · Coebel · Cranenburg · Crayestein · Cronesteyn · Crooswijk · Develstein · 't Huys Dever · Dirks Steenhuis · Ter Does · Duivenstein · Duivenvoorde · Endegeest · Endepoel · Foreest · Giessenburg · Gravensteen · Groot Haesebroek · 's Heeraartsberg · Hof van Wateringen · Holy · Slot Honingen · Kasteel van de Heren van Arkel · Kasteel van Gouda · Keenenburg · Kasteel Keukenhof · Klein Poelgeest · Huis te Langerak · Langestein · Huis te Liesveld · Ter Lips · De Loo · Madeburcht · Marenburch · Meerburg · Huis te Merwede · Huis ter Mey · Kasteel van der Meye · Niemandsvriend · Noordeloos · Oud-Berendrecht · Oud-Poelgeest · Oud Teylingen · Paddenpoel · Persijn · Groot Poelgeest · Hof van Putten · Puttensteyn · Landgoed De Raephorst · Kasteel Ravesteyn · Kasteel van Rhoon · Rijnegom · Rijnenburg · Huis te Riviere · Rodenburg · Hofstad Rodenrijs · Rodenrijs · Rosenburgh · Huis Roucoop · Santhorst · Schelluinderberg · Schonenburg · Kasteel van Schoonhoven · Souburgh · Spangen · Starrenburg · Huis ter Specke · Steenvoorde · Stenevelt · Slot Teylingen · Den Toll · Torenvliet · Slot Valckesteyn · Huis ter Waard · Warmont · Ter Weer · Hof van Wena · Kasteel Westerbeek · Huis te Woude · Kasteel van IJsselmonde · 't Zand · Huis Zevender · Kasteel aan de Zevender · Zijlhof · Zonneveld · Huis Zuidwijk · Zwieten